# Maháppadžápatí Gótamí
Maháppadžápatí Gótamí (skt. Mahápradžápatí Gautamí) byla mladší sestra královny Máji, matky Gautamy Buddhy a zároveň byla druhou manželkou krále Šuddhódany, Buddhova otce. Siddhártovy výchovy se ujala poté, co jeho matka královna Mája zemřela sedm dní po porodu. V té době měla také malého syna, který se jmenoval Nanda.
Když umřel král Šuddhódana, měla jako vdova těžké postavení a také se o ni neměl kdo postarat. Chtěla tedy odejít za Buddhou společně s několika dalšími ženami. Třikrát Buddhu prosila o vstup do ženského řádu, ale on ji pokaždé odmítl. Společně s ostatními ženami ho následovala do města Vésalí. Buddhův bratranec Ánanda jí slíbil, že se za ni u Buddhy přimluví. Nakonec tedy Gautama Buddha souhlasil se vznikem ženského řádu, ovšem měl osm podmínek. S těmi Gótamí souhlasila.
Údajně se dožila 120 let a dosáhla plného bódhi, tedy osvobození.